# カザルプステルレンゴ
カザルプステルレンゴ（伊: Casalpusterlengo）は、イタリア共和国ロンバルディア州ローディ県にある、人口約15,000人の基礎自治体（コムーネ）。ローディ、コドーニョに次ぎ、
県内第3位のコムーネ人口を有する。

## 地理

### 位置・広がり

#### 隣接コムーネ

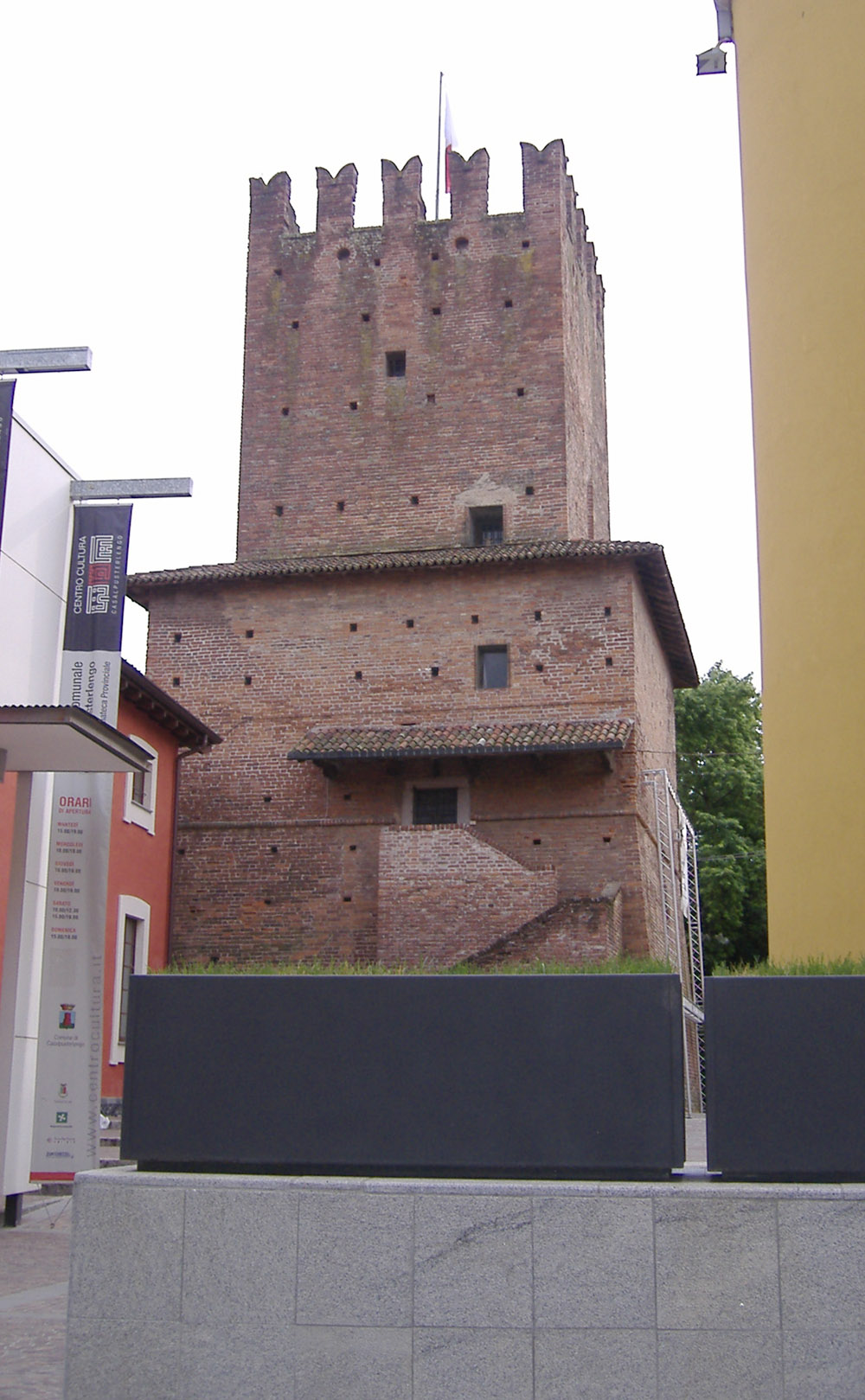

隣接するコムーネは以下の通り。
- ブレンビオ
- コドーニョ
- オスペダレット・ロディジャーノ
- セクニャーゴ
- ソマーリア
- テッラノーヴァ・デイ・パッセリーニ
- トゥラーノ・ロディジャーノ

### 気候分類・地震分類
気候分類では、zona E, 2545 GGに分類される。
また、イタリアの地震リスク階級 (it) では、zona 3 (sismicità bassa) に分類される。

## 人物

### 著名な出身者
- フランチェスコ・アジェッロ - 20世紀のパイロット、水上機レーサー。